# الإقليم الإفريقي للمرشدات
الإقليم الأفريقي للمرشدات هو المكتب الشعبي للجمعية العالمية للمرشدات وفتيات الكشافة، الذي يقدم الخدمات التوجيهية في أفريقيا وجنوب الصحراء والجزر المعترف بها أعضاء من الرابطة العالمية للمرشدات وفتيات الكشافة المجاورة.
هذه المنطقة هي النظير الإقليم الكشفي الأفريقي التابع للمنظمة العالمية للحركة الكشفية.